# 小川としゆき
小川 智之（おがわ としゆき、1973年〈昭和48年〉9月17日 - ）は、日本の政治家。千葉県議会議員（1期）。千葉市議会議員（6期）。千葉市生まれ、千葉市育ち。大学卒業後、明治大学ガバナンス研究科を修了し公共政策修士（専門職）を取得。問題発言で五輪担当大臣・サイバーセキュリティ担当大臣を辞任した衆院議員桜田義孝秘書などを経て、1999年の千葉市議選で初当選。
2020年10月10日、翌年3月に行われる千葉市市長選挙への出馬を検討していることを明らかにした。小川は出馬にあたって自民党の推薦を求めるも、千葉市連合支部では同じく推薦を求めた元副市長の神谷俊一とで支持が分かれ、無所属新人として出馬。自民党市議の過半数や公明党市議の支援を得られなくこれも敗因の一つであった。又、若葉区以外の市民からの支持が得られなかった。結果は神谷が206,550票と戦後初となる20万票越えを獲得。小川は大差で落選。次点の95,621票であった。。